# Глинная (приток Лысогора)
Глинная (укр. Глиняна) — левый приток реки Лысогор, протекающий по Прилукскому району (Черниговская область).

## География
Длина — 25 или 24 км. Площадь водосборного бассейна — 224 км².
Река берёт начало восточнее села Брагинцы. Река течёт на северо-запад. Впадает в реку Лысогор (на 6,2-м км от её устья) между сёлами Гурбинцы и Гнатовка.
Русло слабоизвилистое. В верхнем течении пересыхает. На реке нет прудов, на впадающих ручьях и балках создано несколько прудов.
Пойма преимущественно занята лесами на заболоченных угодьях.

## Притоки
Озерянка, множество безымянных ручьёв и балок.

## Населённые пункты
Населённые пункты на реке (от истока к устью):
1. Брагинцы
2. Хукаловка
3. Горобиевка
4. Савинцы
5. Гурбинцы
6. Гнатовка